# Pfarrkirche Stinatz

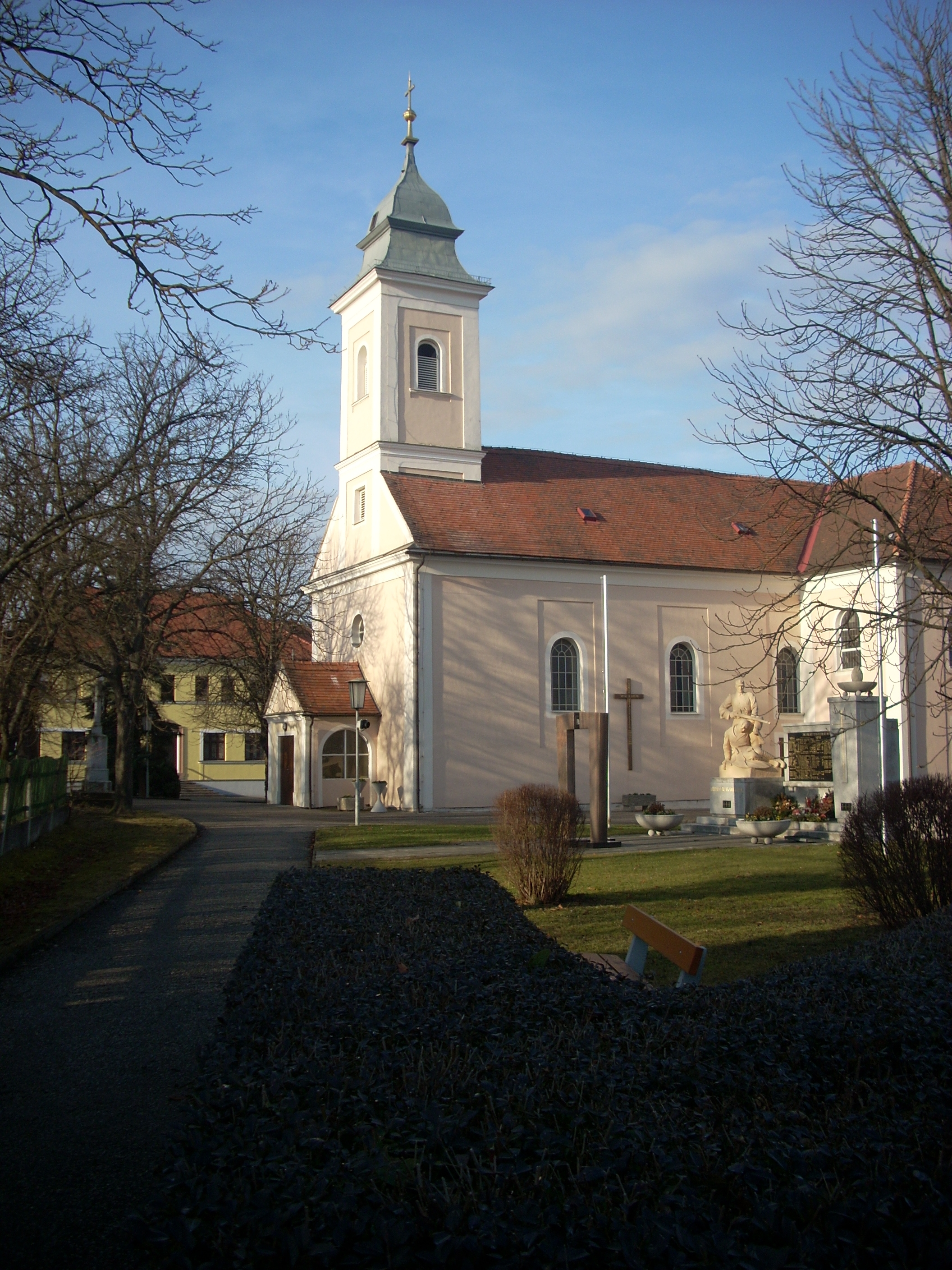
Pfarrkirche Hll. Petrus und Paulus in Stinatz

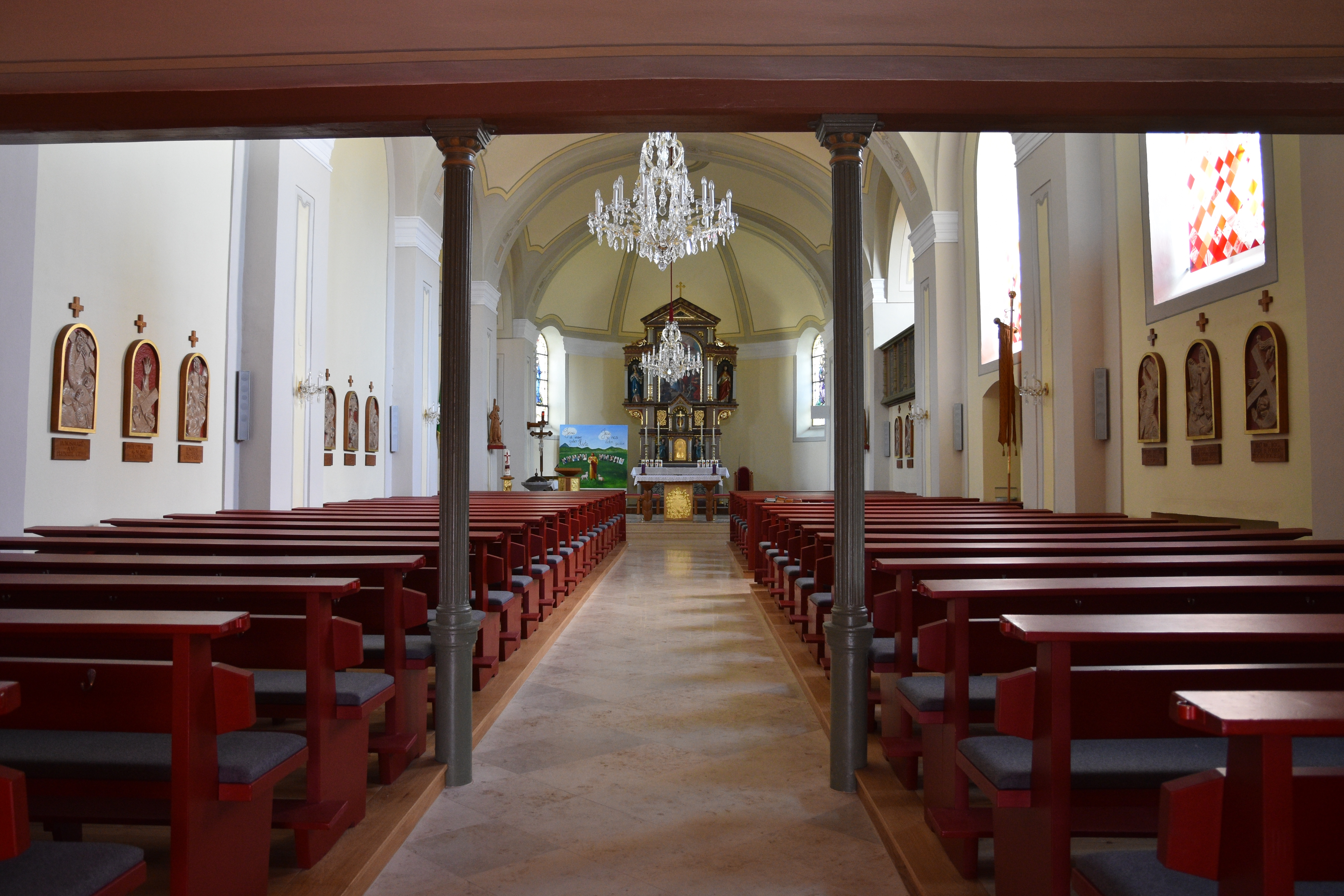
Innenansicht Richtung Altarraum

Die römisch-katholische Pfarrkirche Stinatz steht im Ortszentrum von Stinatz (Ungarisch: Pásztorháza; kroatisch: Stinjaki) im Bezirk Güssing im Burgenland. Sie ist den Heiligen Petrus und Paulus gewidmet und gehört zum Seelsorgeraum Maria Helferin/Oberes Stremtal im Dekanat Güssing in der Diözese Eisenstadt. Das Gebäude steht unter Denkmalschutz (Listeneintrag).

## Geschichte
Die Pfarre wurde 1790 gegründet. Die heutige Kirche wurde in den Jahren 1815 bis 1819 errichtet. 1882 wurde sie erstmals erweitert. Ein weiterer Umbau erfolgte in den Jahren 1971/72.

## Architektur und Ausstattung
Das Gotteshaus ist ein großer Bau mit leicht eingezogenem Chor und westlichem Fassadentürmchen. Ursprünglich war die Kirche einschiffig. In neuerer Zeit wurden das nördliche Seitenschiff und ein Zubau an der Südwand des ersten Chorjoches dazu gebaut. Das Kirchenschiff ist dreijochig mit Platzlgewölbe zwischen Gurten, die auf breiten Pilastern lagern, wie auch in den Chorjochen, in der Apsis ist ein Schalengewölbe. 
Der Hochaltar wurde 1883 errichtet, ein weiterer Seitenaltar stammt vom Beginn des 19. Jahrhunderts. Links und rechts des Tabernakels mit glockenförmigem Dach befinden sich Holzfiguren des heiligen Joachim und der heiligen Anna. 
An der Nordwand befindet sich eine Madonnenfigur, die um 1700 entstand, eine ehemalige Säulenfigur. 2019 wurde die Kirche außen und innen renoviert.